# The BBC Sessions 1984-1986
The BBC Sessions 1984-1986 es un disco de la banda irlandesa The Pogues que recoge diferentes actuaciones en directo registradas en la BBC, entre 1984 y 1986. En agosto de 2020 apareció en formato vinilo, enmarcado dentro del Record Store Day, conteniendo sólo canciones de las sesiones de 1984 y 1985; y a finales de ese mismo año se lanzó en CD con 7 canciones más grabadas en 1985 y 1986:

## Canciones

### Edición Vinilo
CARA A
1. Streams Of Whiskey (17/4/84 en The John Peel Show)
2. Greenland Whale Fisheries (17/4/84 en The John Peel Show)
3. Boys From The County Hell (17/4/84 en The John Peel Show)
4. The Auld Triangle (17/4/84 en The John Peel Show)
5. Dingle Regatta (9/7/84 en el programa de David Jensen)
6. Poor Paddy On The Railway (9/7/84 en el programa de David Jensen)
7. Boys From The County Hell (9/7/84 en el programa de David Jensen)
8. Connemara, Lets Go (9/7/84 en el programa de David Jensen)

CARA B
1. Whiskey Youre The Devil (12/12/84 en The John Peel Show)
2. Navigator (12/12/84 en The John Peel Show)
3. Sally MacLennane (12/12/84 en The John Peel Show)
4. Danny Boy (12/12/84 en The John Peel Show)
5. Wild Cats Of Kilkenny (11/7/85 en The Janice Long Show)
6. Billys Bones (11/7/85 en The Janice Long Show)
7. The Old Main Drag (11/7/85 en The Janice Long Show)
8. Dirty Old Town (11/7/85 en The Janice Long Show)

### Edición CD
1. Streams Of Whiskey (17/4/84 en The John Peel Show)
2. Greenland Whale Fisheries (17/4/84 en The John Peel Show)
3. Boys From The County Hell (17/4/84 en The John Peel Show)
4. The Auld Triangle (17/4/84 en The John Peel Show)
5. Dingle Regatta (9/7/84 en el programa de David Jensen)
6. Poor Paddy On The Railway (9/7/84 en el programa de David Jensen)
7. Boys From The County Hell (9/7/84 en el programa de David Jensen)
8. Connemara, Lets Go (9/7/84 en el programa de David Jensen)
9. Whiskey Youre The Devil (12/12/84 en The John Peel Show)
10. Navigator (12/12/84 en The John Peel Show)
11. Sally MacLennane (12/12/84 en The John Peel Show)
12. Danny Boy (12/12/84 en The John Peel Show)
13. A Pair Of Brown Eyes (2/3/85 en The Phil Kennedy Show)
14. Muirshin Durkin (2/3/85 en The Phil Kennedy Show)
15. Sally MacLennane (2/3/85 en The Phil Kennedy Show)
16. Wild Cats Of Kilkenny (11/7/85 en The Janice Long Show)
17. Billys Bones (11/7/85 en The Janice Long Show)
18. The Old Main Drag (11/7/85 en The Janice Long Show)
19. Dirty Old Town (11/7/85 en The Janice Long Show)
20. If I Should Fall From Grace With God (5/11/86 en The Janice Long Show)
21. Lullaby Of London (5/11/86 en The Janice Long Show)
22. The Rake At The Gates Of Hell (5/11/86 en The Janice Long Show)
23. Turkish Song Of The Damned (5/11/86 en The Janice Long Show)